# Schwabing

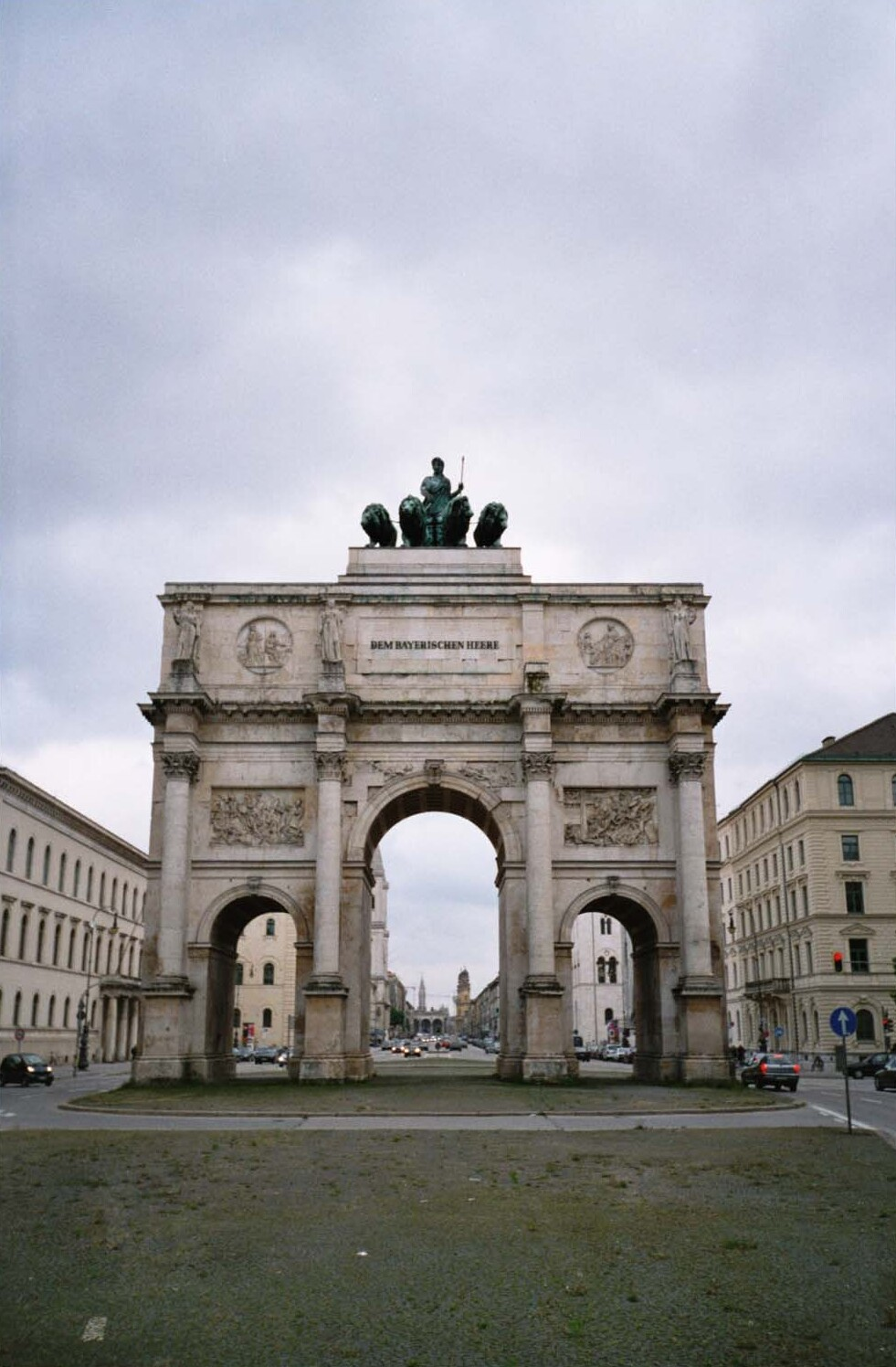
Siegestor, salida del distrito por Leopoldstrasse

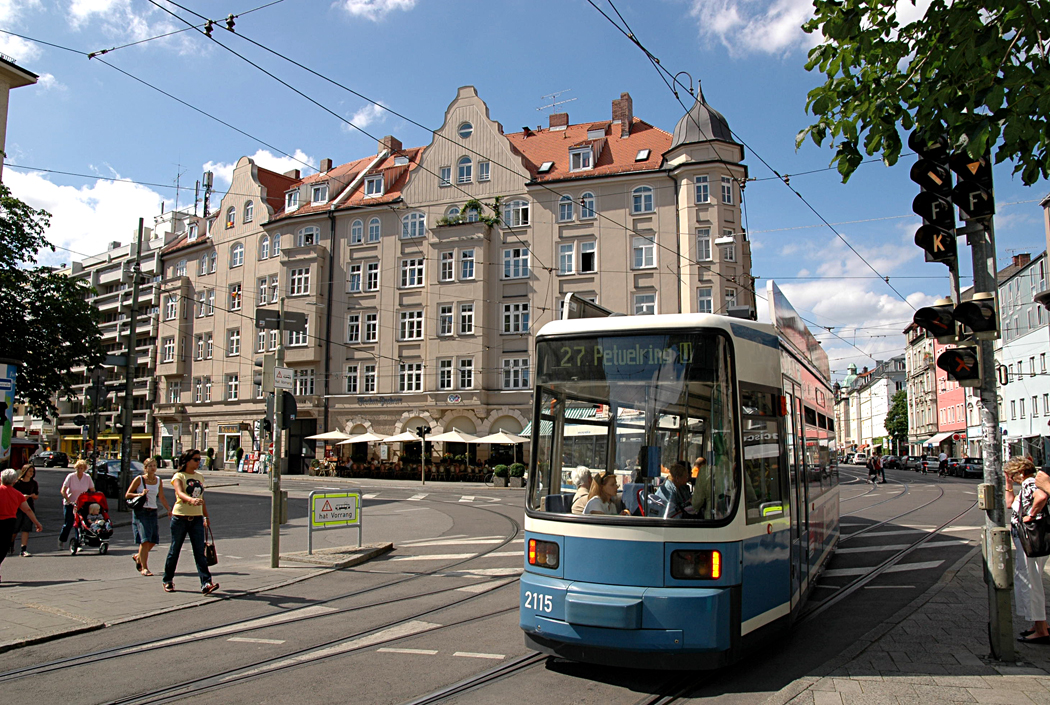

Schwabing es un barrio de Múnich situado al norte del centro histórico incorporado a la ciudad en 1880. Es conocido por ser el barrio de los artistas, con una gran concentración de pintores, escritores, músicos y personajes bohemios en general en los años finales del siglo XIX. Es el barrio bohemio de la ciudad y equivalente al Greenwich Village de Nueva York o el Barrio Latino parisino. Actualmente sigue siendo un importante centro cultural que atrae a gran cantidad de viajeros.
Su arteria principal es el bulevar Leopoldstraße y se accede por el Arco de la Victoria o Siegestor que la separa del distrito Marxvorstad.
Sede de la Universidad de Múnich desde 1826 y la Academia de Bellas Artes de Múnich desde 1885 ha contado entre sus residentes a Franz von Lenbach y Franz von Stuck luego a Ernst Ludwig Kirchner, Lovis Corinth, Paul Klee Kandinsky, Alexej von Jawlensky, Gabriele Münter, Marianne von Werefkin y Franz Marc.
Otros importantes residentes han sido Ludwig Ganghofer, Michael Georg Conrad, Heinrich Mann, Thomas Mann, Oskar Panizza, Rudolf Alexander Schröder, Otto Julius Bierbaum, Alfred Walter Heymel, Friedrich Huch, Alexander Moritz Frey, Norbert Jacques, Ricarda Huch, Frank Wedekind, Ernst von Wolzogen, Gustav Meyrink, Rainer Maria Rilke, Isolde Kurz, Ludwig Thoma, Josef Ruederer, Max Halbe, Edgar Steiger, Annette Kolb, Stefan George, Karl Wolfskehl, Ludwig Klages, Franz Hessel, Roda Roda, Rolf von Hoerschelmann, Ina Seidel, Helene Böhlau, Gabriele Reuter, Oscar A. H. Schmitz, Christian Morgenstern, Max Dauthendey, Heinrich Lautensack, Mechtilde Lichnowsky, Lion Feuchtwanger, Leonhard Frank, Joachim Ringelnatz, Lena Christ, Claire Goll, Oskar Maria Graf, Hugo Ball, Hermann Kesten, Eduard von Keyserling, Otto Gross, el pintor holandés Adriaan Korteweg o la escritora feminista Fanny zu Reventlow (1871-1918), llamada la «condesa de Schwabing», que fue parte del Kosmikerkreis, o «Círculo Cósmico de Munich», del místico Alfred Schuler.
En la plaza de la Universidad se halla el recordatorio a la memoria de la Rosa Blanca, la plaza está dedicada a los hermanos Scholl (Sophie y Hans Scholl).
También se debe destacar que es en este barrio donde surgió y fue fundado el Bayern de Múnich, uno de los clubes más importantes del país, siendo el club más laureado del fútbol alemán y el club de fútbol alemán más exitoso a nivel internacional, siendo uno de los clubes de fútbol más importantes de Europa y del mundo. 

## Jugendstil
Posee excelentes ejemplos del Art Nouveau alemán o Jugendstil.

Jugendstil en Schwabing
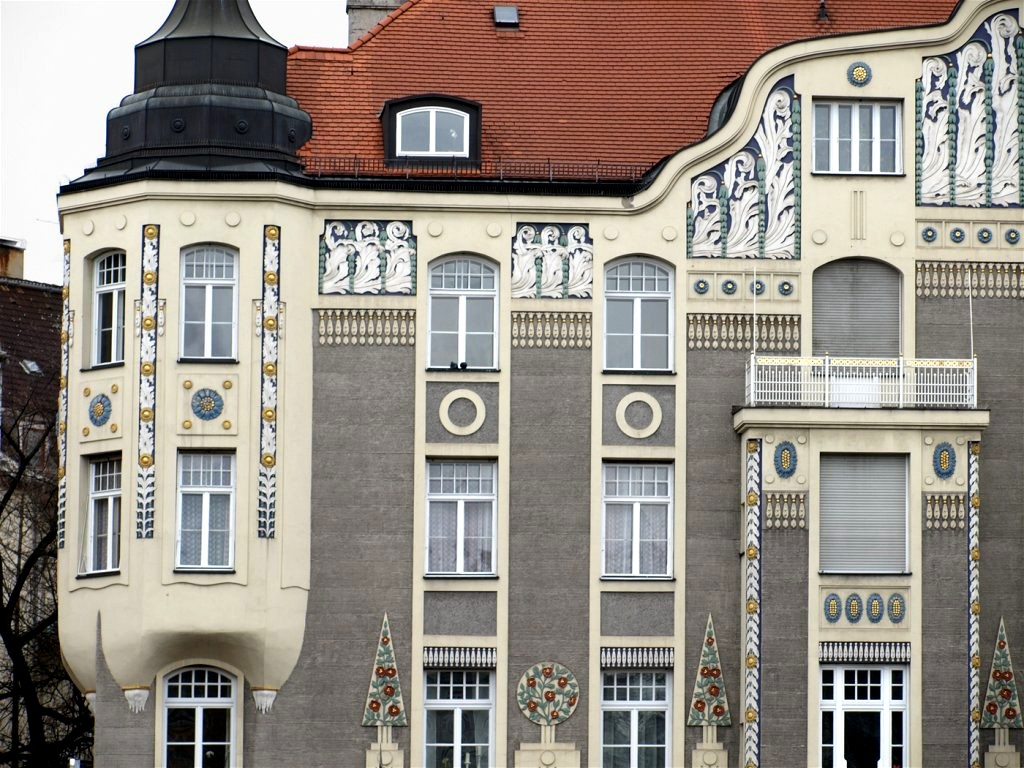
Münchner Freiheit
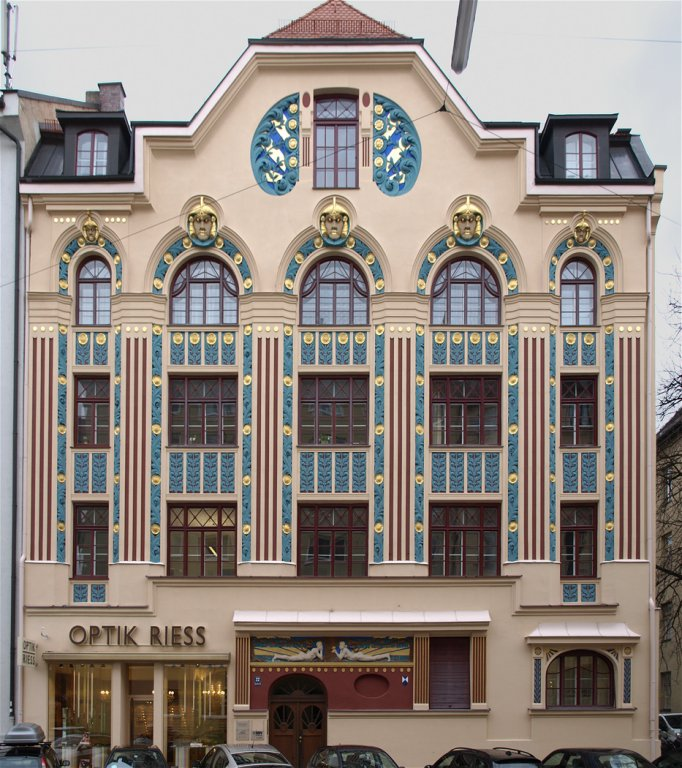
Ainmillerstr. 22
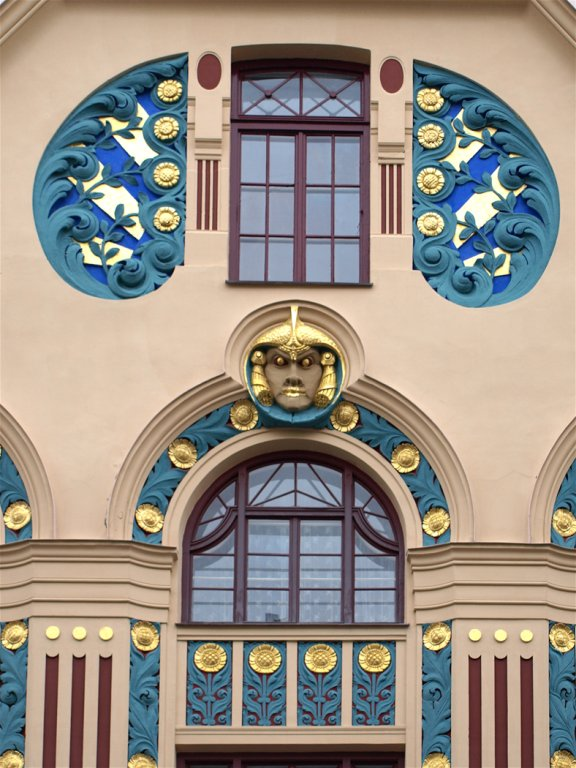
Ainmillerstr. 22
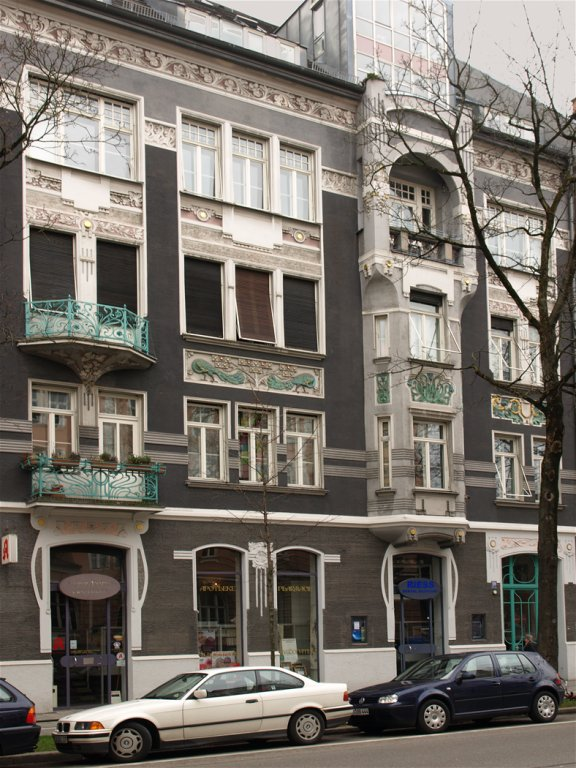
Franz-Joseph-Str. 19
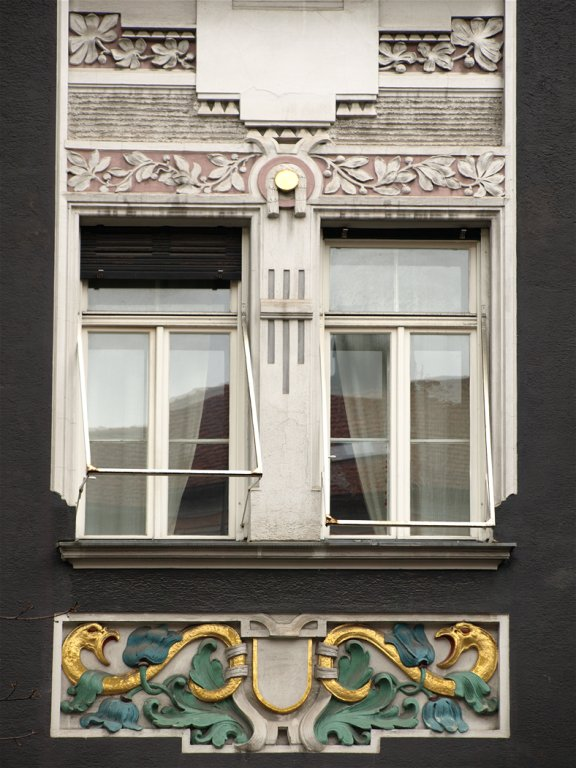
Franz-Joseph-Str. 19
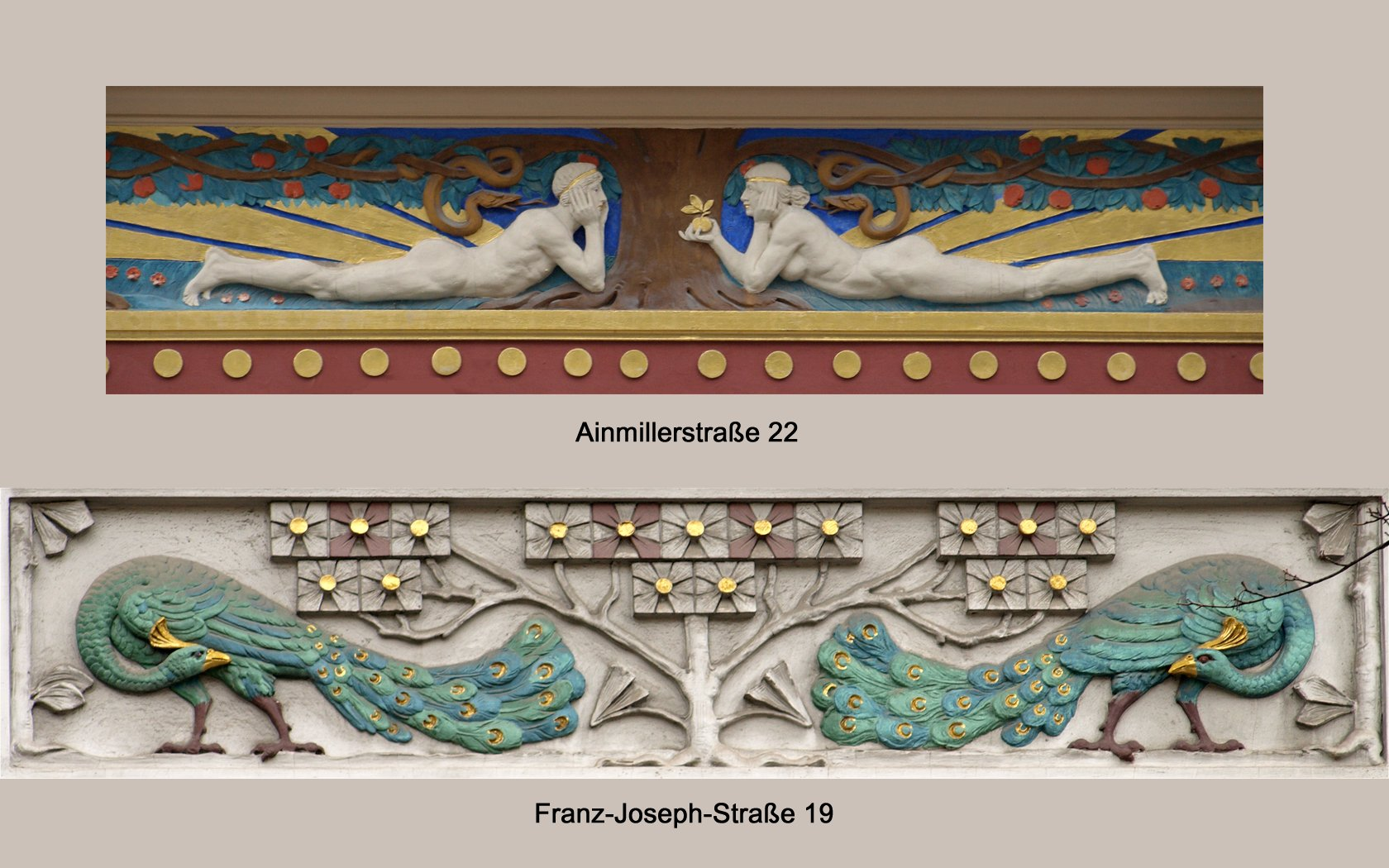